# Grève des mineurs de 1948
La grève des mineurs de 1948 se déroule principalement au cours de l'automne dans la plupart des régions en France, pour des revendications salariales, dans le sillage de la grève de 1941 dans le Nord-Pas-de-Calais, des trois années de bataille du charbon après la Libération, et de celle de 1947. Les trois principaux syndicats (CGT, CFTC et FO) soutiennent le mouvement après que 259 204 mineurs ont participé à un référendum, en votant pour la grève dans une proportion de 56 % à 84 % selon les sources.
Qualifié d'insurrectionnel par le ministre de l'Intérieur Jules Moch , qui dénonce la violence exercée par les grévistes, le conflit est marqué par un important dispositif répressif, dont l'usage massif de la police, de l'armée et des blindés, et par d'importantes violences de part et d'autre, qui causent cinq à six morts, et plusieurs centaines de licenciements, et de condamnations à la prison ferme.

## Contexte

### Ressentiment et déception des mineurs
Le ressentiment des mineurs est important et a plusieurs causes qui s'additionnent sur une longue durée. Durant la guerre, ils ont fortement participé à la résistance à l'occupant : les historiens citent fréquemment deux événements, les grèves de mai-juin 1941, et la grève insurrectionnelle déclenchée dans le Nord et le Pas-de-Calais le 25 août 1944. Aux lendemains de la Libération, les mineurs ont en outre fourni d'importants efforts pour retrouver et dépasser les niveaux de production d'avant-guerre, et ont le sentiment de ne pas voir ces efforts récompensés, ne serait-ce que par un salaire suffisant. Ainsi, de juillet à décembre 1947, les prix augmentent de 43 % et les salaires des mineurs de seulement 11 %. La CGT lance, fin 1947, un mot d'ordre de préservation de la santé des mineurs, et les rendements des mines se remettent à diminuer. Pierre Outeryck souligne lui aussi ce contexte de vie difficile, d'injustice, d'humiliation, qui contraste avec leur mise à l'honneur de 1945 à 1947 pendant la bataille du charbon. Parmi les causes de ce ressentiment, figure aussi l'épuration très incomplète des cadres de la mine, porions, ingénieurs et direction,.
À l'opposé, la nationalisation, le statut des mineurs, atténuent le pouvoir de la hiérarchie sur les mineurs. Il y a donc de la part de la hiérarchie une forte volonté de reprise en main et de revanche.

### Contexte socio-économique
La grève des mineurs de 1948 s'inscrit dans un contexte socio-économique particulièrement difficile : le rationnement dure depuis mars 1940 et s'est même aggravé de la fin de la Seconde Guerre mondiale jusqu'en 1947. L'inflation (environ 50 % par an de 1945 à 1948) n'arrange rien : les prix sont multipliés par plus de cinq en quatre ans,. La production alimentaire est déficitaire : en 1948, elle est inférieure de 20 % au niveau d'avant-guerre, et la production industrielle n'a pas encore retrouvé ses niveaux de 1929. Après la désastreuse récolte de blé de 1947 (inférieure de moitié à la moyenne), les rations individuelles de pain sont encore réduites. La conséquence du rationnement est un épuisement général de la population, avec des maladies et une mortalité infantile en hausse. Cet affaiblissement provoque une diminution de la productivité et un absentéisme croissant.
S'ajoute un élément propre au milieu minier : l'un des décrets Lacoste supprime le monopole de la coopérative centrale du personnel des mines, CCPM, qui joue un rôle essentiel dans le ravitaillement des mineurs. La suppression du monopole la fragilise. Mais cette organisation est tenue par les communistes depuis la nationalisation des houillères (1945), et lors des mouvements de grève, elle aide les grévistes et assure en partie l'intendance du mouvement,.

### Contexte politique et syndical tendu
Le climat social et syndical s'est lui aussi tendu. La CGT est en conflit avec les gouvernements successifs depuis 1947 et l'exclusion des ministres communistes mais aussi menacée par d'autres activistes. Un groupe trotskyste provoque une grève à la régie Renault en avril 1947 à laquelle la CGT est forcée de se rallier.
L'exclusion du Parti communiste français (PCF) du gouvernement est décidée à une courte majorité en mai par la SFIO. Ce sont des coalitions dites de troisième force qui gouvernent ensuite. Ces coalitions sont menacées sur leur gauche par un PCF qui reste puissant, et sur leur droite par les gaullistes du Rassemblement pour la France (RPF), victorieux aux municipales de 1947. Ces deux partis ont la caractéristique de conserver des groupes armés clandestins, et actifs, issus de la Résistance. De plus, le PCF entre en guerre froide à l'automne 1947, après la réunion des partis communistes européens à Szlarska Poreba (septembre 1947) qui aboutit à la proclamation de la doctrine Jdanov et la constitution du Kominform. L'autre parti traditionnellement ouvrier, la SFIO, se droitise progressivement : privée d'une partie de ses électeurs ouvriers, perdant électeurs et militants, elle choisit d'exclure sa tendance de gauche Bataille socialiste et les militants trotskystes.
Les grèves se multiplient toute l'année : on passe de 374 000 jours en 1946 à 22,6 millions en 1947, puis 13 millions en 1948 (pic historique au XXe siècle en France), avec trois millions de grévistes en 1947 et six millions et demi en 1948. De nombreux auteurs soulignent que la grève de 1948 n'est que la prolongation de celle de 1947,. Pour contrer ces mouvements, les États-Unis favorisent la scission de la Confédération générale du travail en CGT et Force ouvrière (CGT-FO ou FO tout court), financée par les États-Unis et le gouvernement français pour être moins combative,,,. Partis de la CGT sur des divergences idéologiques et tactiques, les adhérents de FO sont rapidement dénoncés comme des jaunes. De son côté, la confédération française des travailleurs chrétiens (CFTC), peu présente chez les ouvriers, tire parti de l'inactivité de la CGT pendant la bataille du charbon (elle combat la grève en 1945-1946) et a 25 % des voix aux élections professionnelles de 1947. Avec FO et la CGC, elle forme un « cartel » de syndicats, à la fois négociateurs et non conflictuels, anticommuniste et anticégétiste. Cependant, la CGT reste très majoritaire chez les mineurs, avec environ 280 000 syndiqués (retraités compris) sur les 360 000 mineurs en France en 1945.

### Préparation de la grève
Le gouvernement, à la fin de la grève de 1947 (survenue le 10 décembre), considère qu'elle n'a pas épuisé le mécontentement social et que d'autres grèves importantes sont à venir. Il prend donc dès le 15 décembre 1947 une instruction interministérielle encadrant le recours aux forces armées dans le cadre du maintien de l'ordre.
Le ministre de l'Intérieur SFIO Jules Moch, inspiré par le caractère insurrectionnel de la précédente grève de 1947 (remis en cause par de nombreux historiens), est persuadé que les communistes préparent, à partir du secteur minier, un coup de force semblable à celui qu'a connu la Tchécoslovaquie (coup de Prague),,. Le président de la République, Vincent Auriol, partage cette croyance d'un coup de force communiste en préparation. Ces inquiétudes vis-à-vis d'un complot de l'étranger sont renforcées par ce que les autorités considèrent comme un « état-major » de la grève, avec des personnalités syndicales et politiques ayant participé à la Résistance ou aux Brigades internationales. Pour se préparer à la prochaine grande grève, Jules Moch envoie des questionnaires d'enquête aux préfets sur les événements récents. Le 21 mars, le ministre de l'Intérieur crée les IGAME, en leur donnant le rôle de préfets régionaux coordonnant l'action des forces de l'ordre sur un vaste territoire. Il épure les compagnies républicaines de sécurité des personnels issus de la Résistance ou à sensibilité de gauche pour préparer le conflit,,. Notamment, onze compagnies sont dissoutes, dont les 151e et 155e, jugées trop passives à Marseille en novembre, et les trois compagnies de la Loire dont la 133e de Montluçon, qui a voté le 27 novembre le principe de la grève. Le 4 décembre 1947, le droit de grève est supprimé dans les forces de police. Enfin, dès le 1er octobre, des centaines d'hommes (gardes mobiles et tirailleurs sénégalais) sont acheminés par voie ferrée dans le Nord.
Le conflit est aussi pensé comme politique par Auguste Lecœur, qui dès le mois de juin 1948 déclarait que la lutte du moment était une lutte anticapitaliste, mettant aux prises deux modèles de société. Dès le début de 1948, le parti communiste mobilise ses organisations. Le Secours populaire prévoit ainsi de porter assistance aux grévistes condamnés ou blessés lors des manifestations. La CGT cherche à éviter les accusations de politisation de la grève de l'année précédente. La grève est préparée soigneusement sur le plan logistique : des liaisons bi-quotidiennes en vélo sont prévues entre les secteurs ; la collecte de nourriture commence début octobre dans les campagnes, et l'Union des femmes françaises (UFF, communiste) prévoit des soupes populaires. L'occupation des installations de surface, puits, cokeries, centrales, est prévue. Enfin, des clairons et sonnettes doivent alerter les corons à la moindre alerte d'attaque sur les piquets de grève.
Marion Fontaine et Xavier Vigna resituent également cette grève dans une longue décennie d'affrontements entre mineurs et patronat, alternant conquêtes ouvrières (au moment du Front populaire et de la Libération à 1946), et répression patronale (automne 1938 et 1947-1948), le tout émaillé de violences. Toujours dans une perspective de long terme, Danielle Tartakowsky relève, à la suite de Marie-Renée Valentin, que le secteur minier étant une industrie de main-d’œuvre, l'action directe menée pendant les conflits du secteur minier implique nécessairement des manifestations contre les jaunes, et des contre-manifestations pour la liberté du travail.

### Contexte international
La grève se produit au moment où les premiers éléments d'une mise en place de la guerre froide sont présents : plan Marshall, doctrine Jdanov, blocus de Berlin qui dure depuis le 24 juin quand la grève commence.

## Déroulement de la grève

### Déclenchement
Publiés le 18 septembre 1948, les décrets Lacoste sont le facteur déclencheur de la grève : ils prévoient notamment une baisse des salaires en pleine période d'inflation galopante, la mise à pied des mineurs absentéistes, la réduction des personnels administratifs (dont certains embauchés durant la guerre pour échapper au Service du travail obligatoire) et le paiement à la tâche, qui fait diminuer encore les revenus des mineurs, (comme précisé dans la circulaire du 13 septembre). La gestion des accidents du travail est transférée des sociétés de secours mutuel à la direction des houillères. La remise au travail obligatoire des mineurs atteints de silicose est prévue, les indemnités maladie et les retraites diminuées, les pouvoirs du délégué mineur réduits. Un décret Lacoste du 18 septembre satisfait l'encadrement : il prévoit que l'accord de la commission paritaire n'est plus nécessaire pour que les sanctions disciplinaires soient validées. Enfin, un autre organise la mise en concurrence de la distribution des suppléments alimentaires destinés aux mineurs dans le cadre du rationnement, afin d'affaiblir la position de la coopérative centrale du personnel des mines.
La CGT formule immédiatement des revendications : abrogation des décrets Lacoste, salaire minimal à 14 500 francs, augmentation de 30 % des retraites, et des pensions des veuves, augmentation des pouvoirs du délégué mineur. Pour faire approuver ces revendications, elle procède à un référendum unitaire avec FO et la CFTC à l'échelle nationale, afin d'éviter les accusations de grève à caractère politique visant les grèves de 1947 : les résultats sont très favorables à la grève, 84,4 % des 259 204 mineurs présents au moment du vote choisissent la grève, et seulement 9,7 % sont contre. Le Monde, la direction des Houillères ou le ministère de l'Intérieur donnent des chiffres inférieurs (entre 56 et 65 % de votes Pour). Les syndicats minoritaires, la Confédération française des travailleurs chrétiens (CFTC) et Force ouvrière, se rallient à la grève (48 heures seulement pour la CFTC, décidée au congrès qui se tient du 2 au 4 octobre). Parmi les votants, la CGT a fait participer galibots, mineurs étrangers et anciens prisonniers de guerre allemands. Le succès du référendum est très important, d'une part parce que les absentéistes ne pouvaient pas voter, d'autre part parce que l'impact de la consigne d'abstention donnée par la CFTC et FO n'a été que très peu suivie.
En Lorraine, les mineurs de fer et les métallos ont entamé la grève dès le 25 septembre.
Peut-être pour contrer la grève, les Houillères accordent des augmentations de revenu dès le 28 octobre (globalement de 15 à 20 %) et proposent des tickets de rationnement en fromage et matière grasse le 8 octobre. C'était aussi une habitude des employeurs de proposer des compléments au rationnement.

### Déroulement et répression

#### Première quinzaine d'octobre
Le 4 octobre, premier jour de la grève, 340 000 mineurs sont en grève et le travail au fond est complètement arrêté. Dans ses mémoires, Auguste Blondeau note que les mineurs affichaient une farouche détermination à affronter la police et l'armée sans reculer. Fermement décidé à contrecarrer ce mouvement de grève, le ministre de l'Intérieur Jules Moch fait occuper les mines de charbon de Lorraine dès la veille du 4 octobre, et autorise l'ouverture du feu à balles réelles fin octobre, alors que les affrontements ont déjà fait quatre morts. C'est pendant la répression de cette grève que les forces de l'ordre généralisent l'usage des gaz lacrymogènes et des jets d'eau, alors qu'elles y étaient réticentes auparavant.
La grève se durcit très rapidement, sur l'indication d'Auguste Lecœur qui estime le 7 que le conflit sera probablement dur. Très tôt dans la grève, le ministre de l'Intérieur socialiste SFIO Jules Moch élève le niveau de conflictualité en envoyant les compagnies républicaines de sécurité (CRS) et 60 000 hommes des troupes d'occupation rappelés d'Allemagne, avec des blindés. En Lorraine, des automitrailleuses encerclent les fosses,. Dès le 8 octobre, on compte un premier mort, à Merlebach, où un mineur est tué à coups de crosse par les CRS (selon la version couramment répandue, l'autopsie concluant à un étouffement qui pourrait être dû à un piétinement) et le 11 octobre, le gouvernement rappelle les réservistes. Pour protester contre ce premier mort (et l'entrée de la troupe dans les corons), la FNSS décide le 16 octobre de suspendre les opérations de sécurité, notamment les opérations de pompage. Si cette mesure soude les grévistes entre eux, elle provoque le rejet par les autres syndicats, un durcissement du comportement de l'encadrement, et justifie la répression accrue par le gouvernement. La Fédération nationale des travailleurs du sous-sol (FNSS) croit pouvoir, en se durcissant, remporter le conflit, ce que la traduction médiatique des événements infirme. Le gouvernement amplifie l'épreuve de force et réplique par l'ordre d'occupation militaire des puits, ce qui entraîne le 18 octobre la décision de la FNSS de grève illimitée des opérations de sécurité. Toujours dans l'escalade, Jules Moch rappelle aux IGAME le 23 octobre que les forces de l'ordre peuvent tirer « après sommations », que les réunions peuvent être interdites, et que les étrangers qui manifestent seront expulsés quelles que soient leurs attaches en France ; les conditions d'usage des armes sont à nouveau précisées le 24 aux préfets.
Des barricades sont construites par les piquets de grève afin d'entraîner les grévistes les moins radicaux. Cette dureté du conflit se manifeste par la pendaison en effigie du ministre de l'Intérieur Jules Moch, des discours guerriers assimilant CRS et armée aux SS et à la Wehrmacht, les non-grévistes à des collaborateurs et la presse de droite et SFIO à des vendus et des traîtres. La violence ouvrière se déploie aussi dans les sabotages très nombreux, mais sans les conséquences tragiques de celui du 3 décembre 1947. Le sabotage passif est fréquent, rendant impossible l'exploitation des mines dégagées par les forces de l'ordre. Plusieurs autobus, trains, aiguillages sont détournés ou sabotés. Le leader communiste et syndical Auguste Lecœur ordonne l'arrêt des fours à coke de Bruay-en-Artois, au risque de les rendre inutilisables définitivement, mais les ouvriers refusent d'appliquer la décision. Des patrons sont retenus en otage à Villerupt et à Bordeaux dans la première quinzaine du mois d'octobre.
Lors de la deuxième semaine de grève, de nombreux meetings sont organisés pour soutenir le moral des grévistes. Les actions s'étendent aux secteurs proches du secteur minier : des centrales électriques sont contraintes à l'arrêt à partir du 18 (Angres, Avion, Dourges, Éleu-dit-Leauwette, Lens, Liévin et Sallaumines), ce qui menace l'approvisionnement en eau à Lens et Liévin, et fait craindre l'inondation des quartiers construits dans les marais de Lens, les pompes étant à l'arrêt faute d'électricité. Mais ces coupures sont impopulaires, et le mouvement organise des manifestations devant les bureaux à Oignies et Hénin-Liétard, ou à Verquin (19 octobre) ou Béthune (21 octobre).
Pour contrer les grévistes, les CRS mettent à sac les baraquements de mineurs Nord-Africains et les conduisent à la mine de force. Le maire de Sains-en-Gohelle, l'abbé Laurent, organise des milices qui manifestent pour défendre la liberté du travail.

#### Seconde quinzaine d'octobre
Après la mi-octobre, le gouvernement accentue son action, se concentrant d'abord sur les bassins miniers où la grève est moins puissante, avant de se retourner sur les bastions ouvriers du Nord-Pas-de-Calais.
Le 12 octobre, les mineurs de fer et métallurgistes de Lorraine arrêtent la grève, après des augmentations salariales de 26 %. Puis du 25 au 29 octobre, l'armée dégage les puits de mine du Nord, de la région de Saint-Étienne et d'Alès. Les opérations de dégagement s'achèvent par le Nord-Pas-de-Calais. Elles sont menées de manière militaire, avec des effectifs importants, et renforcés d'autochenilles.

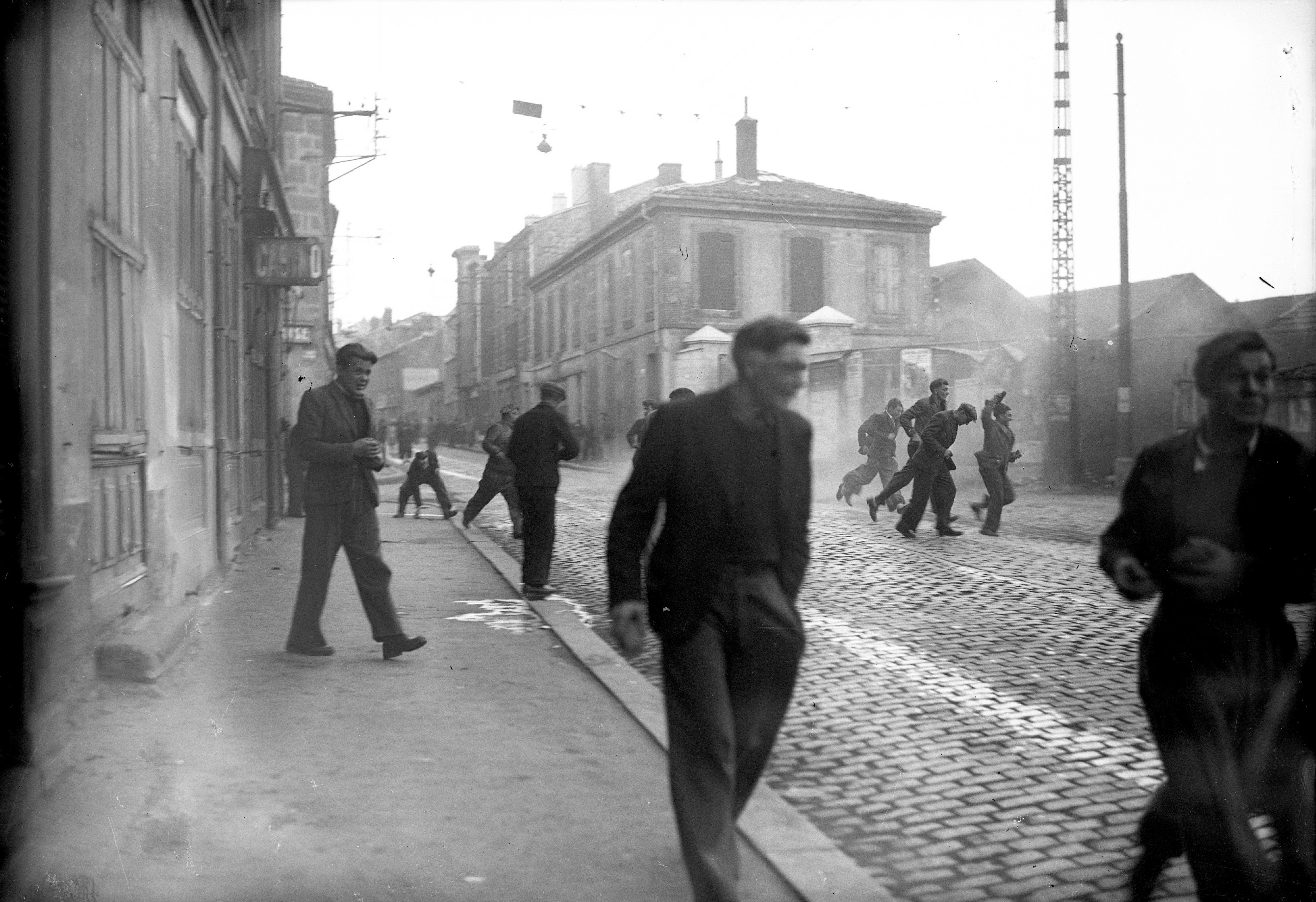
Heurts avec la police lors de la grève des mines du Puits Villiers le 20 octobre 1948.

C'est à partir du 15 octobre que l'essentiel des violences son commises : lors des évacuations des puits de mines par les forces de l'ordre, et lors des tentatives de reconquête par les grévistes. Les affrontements sont violents : les mineurs utilisent, selon les lieux, cailloux et boulons comme projectiles, se servent d'une autopompe comme canon à eau. Des puits de mine sont véritablement fortifiés : barricades, tranchées avec barbelés, pieux, arbres abattus, wagons sortis des rails, stocks de projectiles divers. Parmi les projectiles utilisés, les forces de l'ordre relèvent de l'acide sulfurique et des cocktails Molotov. Des grenades offensives sont même utilisées à Lens et Liévin. Enfin, les mineurs qui arrêtent la grève sont fréquemment attaqués, leurs bicyclettes détruites. Le gouvernement utilise les chars pour démolir tout ce qui peut bloquer l'accès aux puits, comme à Lens. La grève est menée par les délégués mineurs,, qui seraient responsables des sabotages, des représailles contre les mineurs non-grévistes : 65 délégués mineurs sont suspendus et 38 arrêtés. Les premiers affrontements sévères du Pas-de-Calais se produisent le 19 à Verquin, où quelques centaines de manifestants de Nœux-les-Mines attaquent les forces de l'ordre à la fosse 8, qui ont pris le contrôle du carreau à l'aube, et les expulsent. Un inspecteur de police qui avait sorti son arme est saisi par les femmes de mineurs qui le déculottent : sa photo paraît en Une de L'Humanité.
Le numéro 2 du PCF Jacques Duclos tient meeting le 18 octobre à Carmaux, où les grévistes ont stoppé les services de sécurité. Il y invoque la figure locale de Jean Jaurès, pour dénoncer le risque de guerre à l'URSS. Cokerie, mines et centrale y sont occupés par les CRS pour relancer les pompes du puits de la Grillatie, mais repris le lendemain par 2000 grévistes, amenant les CRS à se replier: les négociations entre Max Moulins, préfet du Tarn, et le député PCF Roger Garaudy, ont échoué. En gare d'Albi, vingt kilomètres plus loin, les grévistes décrochent la locomotive d'un train de police, puis se replient en dix minutes, les policiers gagnant leur casernements, épisode qui deviendra au siècle suivant « les mineurs bloquent un train de CRS ». Le lendemain, les grévistes évacuent les sites de Carmaux, l'ordre de grève générale ayant été peu suivi hors des mines. Les techniciens dénoient alors la fosse Sainte-Marie pour éviter le chômage pendant un mois à 4000 ouvriers, car les réserves de gazomètre ont fondu.

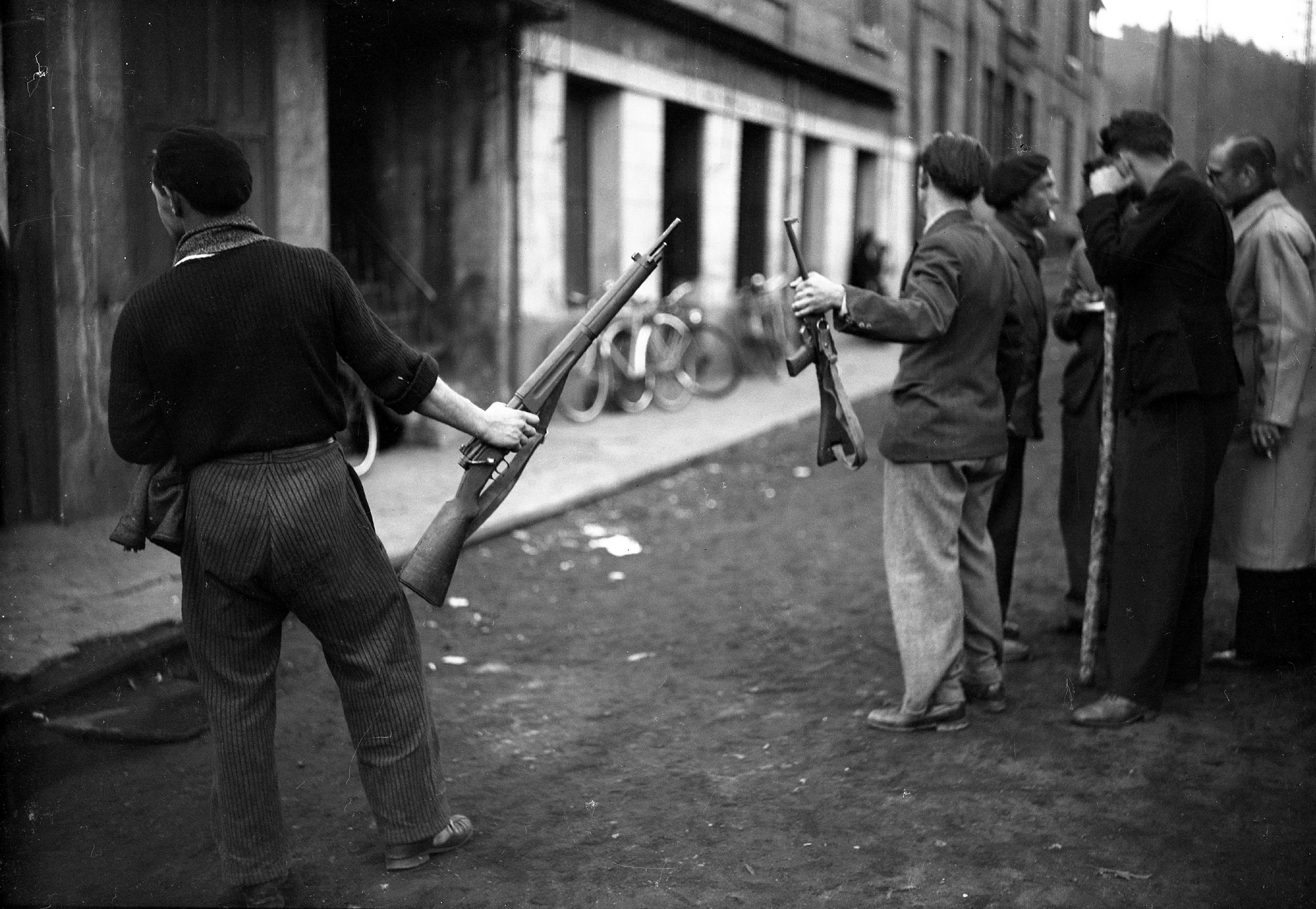
Des armes saisies aux forces de l'ordre par les mineurs lors des affrontements du 22 octobre 1948.

Le 21 à Béthune, des milliers de manifestants demandent la libération des personnes arrêtées le 20 pour les affrontements du 19 à Verquin, et l'arrêt des poursuites. Devant ce qui semble être une provocation policière, les manifestants se lancent à l'assaut de la sous-préfecture de Béthune : le sous-préfet est emmené de force au tribunal, où les mineurs exigent qu'il signe avec le procureur de la République un engagement à ne pas poursuivre pour faits de grève. Le sous-préfet est libéré par l'intervention des CRS, les affrontements ayant fait 11 blessés chez les mineurs et 17 chez les CRS.
Toujours le 21 octobre, les affrontements pour la réoccupation du puits Ricard à la Grand-Combe font 70 blessés chez les CRS et à Firminy, un policier a la mâchoire arrachée. Le lendemain à Firminy, un commando d'anciens FTP échange des coups de feu avec des policiers : trois policiers sont blessés, deux mineurs sont tués et beaucoup sont blessés. Le 22 octobre à Montceau-les-Mines, les puits contrôlés par le gouvernement sont réoccupés et 130 gendarmes et quinze policiers sont faits prisonniers et leurs armes confisquées,. Le 26 octobre, un autre mineur est tué par une rafale de mitraillette alors qu'il voulait franchir un pont défendu par l'armée à Alès et les blindés occupent les fosses du Valenciennois et du Douaisis. Enfin, les deux derniers mineurs morts du fait de ces grèves, dans le Nord, sont deux mineurs emprisonnés malades et morts durant leur détention.
Début novembre, la quasi-totalité des puits est occupée par les forces de l'ordre. À partir du 2 novembre, le mouvement de reprise du travail commence, pour s'amplifier après le 11, mais le point fait par Jules Moch le lendemain ne compte que 31 % de non-grévistes.

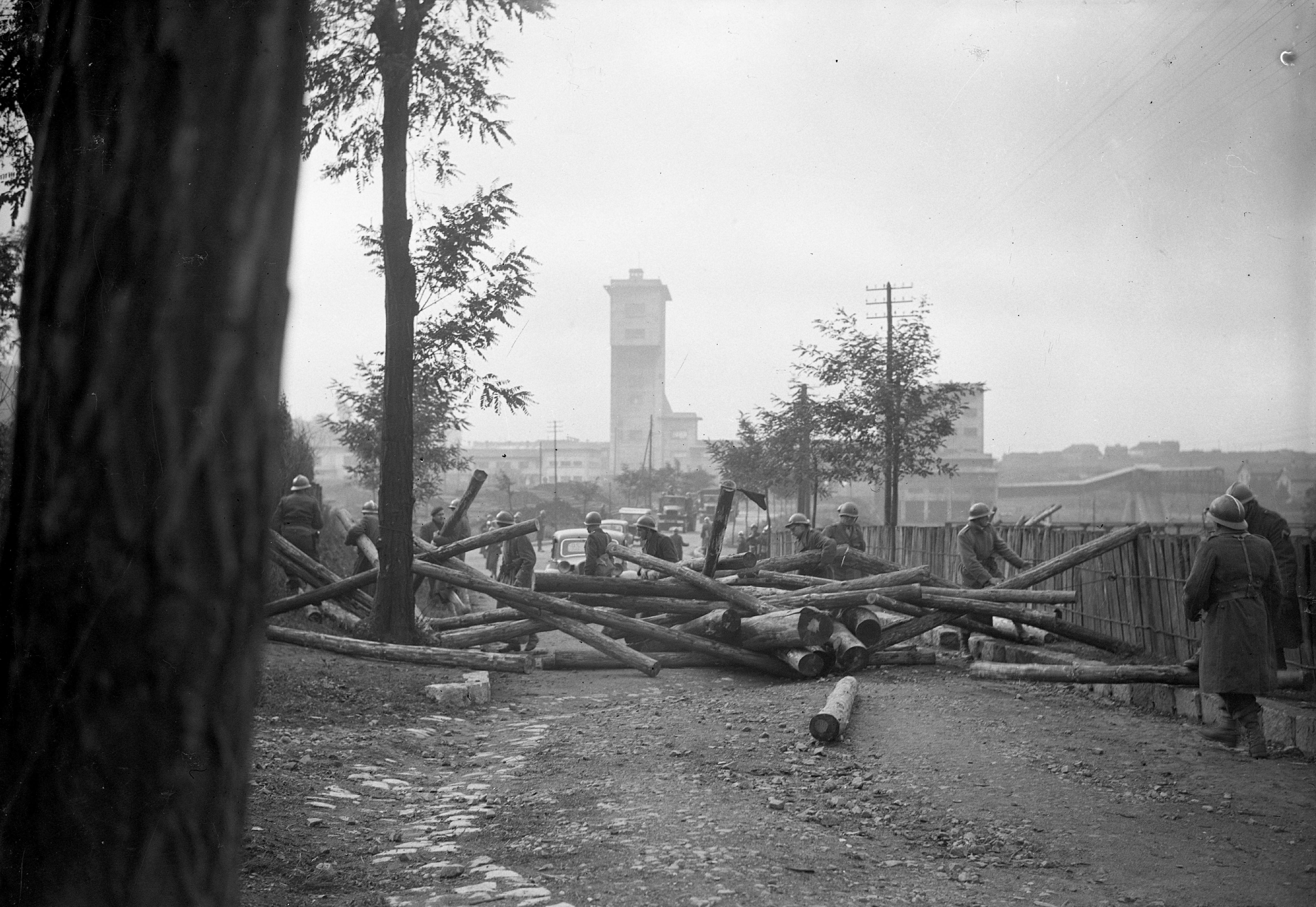
Les CRS enlèvent les barricades dressées par les grévistes le 22 octobre 1948.

Le 20 novembre, la 6e compagnie du 1er régiment de tirailleurs marocains, commandée par le capitaine Jean Libraire, débarque à Toulon depuis Souk El Arbaa au Maroc et fait route vers Chalon-sur-Saône avec pour ordre de remplacer les ouvriers du charbon grévistes par des tirailleurs. Des détachements de l'armée patrouillent dans les corons, le couvre-feu est instauré dans les régions minières : cela n'empêche pas les violences personnelles. Les mineurs qui souhaitent reprendre le travail sont menacés, battus, leurs maisons parfois envahies. Il en va de même dans l'autre sens, un mineur FO tirant des coups de feu sur des mineurs cégétistes. Si ces violences entre ouvriers sont habituelles, elles prennent un tour particulier, les mineurs ayant participé à la Résistance disposant d'un arsenal d'armes à feu et de grenades datant de la guerre et dont ils se servent. Jean-Louis Vivens voit en ces violences des actes de désespoir face à l'échec de la grève qui s'annonce début novembre. Dès la semaine du 17 novembre, plus de 90 % des mineurs du Pas-de-Calais ont repris le travail, mais la CGT ne lance son ordre de reprise du travail que le 29.
La durée du conflit tient aussi au grand nombre de lieux à protéger pour le gouvernement. Rien que pour le Pas-de-Calais, il y a 80 puits de mine, 16 centrales électriques ou cokeries, trois gares, des ateliers, etc. pour un total de 135. Dans ce département, 31 000 hommes des forces de l'ordre sont engagés. Selon le préfet Georges Phalempin, c'est cette écrasante supériorité numérique, conjuguée à la lenteur d'action qui donne le temps de réfléchir aux grévistes, qui conditionne le succès des opérations de dégagement des diverses installations sensibles. Ne disposant pas des effectifs suffisants pour avoir cette supériorité partout, Jules Moch procède méthodiquement : il évacue d'abord les mines de Moselle, où la CGT est plus faible, puis celles du Massif central. Une fois ces résultats acquis, il interdit les manifestations et les meetings dans le Nord et le Pas-de-Calais, et fait évacuer les piquets de grève.

### Actions de solidarité
Avant même le déclenchement de la grève, la solidarité ouvrière joue : le 24 septembre, des manifestations et des arrêts de travail ont lieu dans toute la France en solidarité avec les mineurs. Outre la bonne opinion dont jouissent les mineurs dans la société, le durcissement de la grève et les violences policières ont entraîné une forte solidarité.
Elle se manifeste aussi par l'accueil de 20 000 enfants des bassins miniers qui sont hébergés dans les communes de la ceinture rouge à Paris, des collectes de soutien internationales récoltent entre 300 et 600 millions de francs, les paysans locaux apportent de la nourriture, les dockers refusent de décharger les navires important du charbon,,. Cette solidarité vient de multiples pays : de l'Écosse à la Palestine, des États-Unis à l'Afrique colonisée, et bien sûr les pays communistes d'Europe de l'Est. Mais le gouvernement combat aussi ces manifestations de solidarité : il envoie 3 000 soldats à Dunkerque le 19 novembre face aux dockers barricadés. Finalement, les soldats déchargeront le charbon à leur place. Et il proteste contre l'envoi de fonds par les ouvriers d'Europe de l'Est comme une immixtion étrangère dans les affaires intérieures de la France. Outre les dons étrangers, la FNSS reçoit quotidiennement 1,67 million de francs en octobre et 8,1 millions en novembre, puis 1,5 million en décembre et 11,8 millions en janvier. La solidarité s'exprime aussi par de très multiples dons de nourriture, par des municipalités communistes, des organismes d'entraide, des coopératives, etc. : Jean-Louis Vivens en énumère de très nombreux exemples dans son mémoire. Les intellectuels proche du PCF sont aussi mobilisés : Paul Éluard compose un poème, Ombres, sur la lutte des mineurs, publié le 13 octobre dans L'Humanité ; Aragon en publie plusieurs ; d'autres artistes (Pierre Brasseur, Jean Desailly, Roger Vaillant, Madeleine Riffaud), des intellectuels (Ernest Kahane, Henri Wallon, Ignace Meyerson, Jean-René Chauvin, Khouvine) soutiennent les mineurs. Frédéric Joliot-Curie accueille des enfants de mineurs... Des sportifs se mobilisent pour des matchs de gala : Lens-CAP à Saint-Ouen en football, des boxeurs comme Yanek Walczak, Krawzick, Charles Humez, Alfred Piette.
La solidarité peut aussi venir de personnes plus inattendues : elle se tourne alors souvent vers les enfants. La reine mère de Belgique née Élisabeth en Bavière et le couple Joliot-Curie accueillent eux aussi des enfants. Joseph-Jean Heintz, évêque de Metz exprime lui aussi son soutien. Le journal communiste L'Humanité met à chaque fois particulièrement en valeur ces soutiens issus de l'Église : ainsi des appels des évêques de Nice, Paul Rémond, ou de Rodez, Mgr Dubois, ou encore tel ou tel curé appelant au soutien (comme à La Ricamarie) ou faisant une quête en faveur des mineurs, qui vont d'ailleurs au-delà des initiatives individuelles : Témoignage chrétien, le secours populaire des familles ou encore le secours catholique soutiennent les familles des mineurs dans la grève. Les églises protestantes agissent de même. Le maire gaulliste (RPF) de Saint-Étienne, Alexandre de Fraissinette, organise une cantine du soir gratuite pour les enfants de mineurs, jusqu'au 18 novembre ; la mairie d'Aubin (communiste) vote la gratuité des repas aux enfants de grévistes et un don de 250 000 francs dès le 7 octobre. Ces délibérations sont parfois annulées par les services de la préfecture (comme à Viviez ou à Montreuil).
Cependant, cheminots comme dockers des départements du Nord et du Pas-de-Calais limitent leur engagement et font peu ou pas grève, en partie à cause de la mauvaise impression causée par la violence des affrontements.

### Campagnes de presse

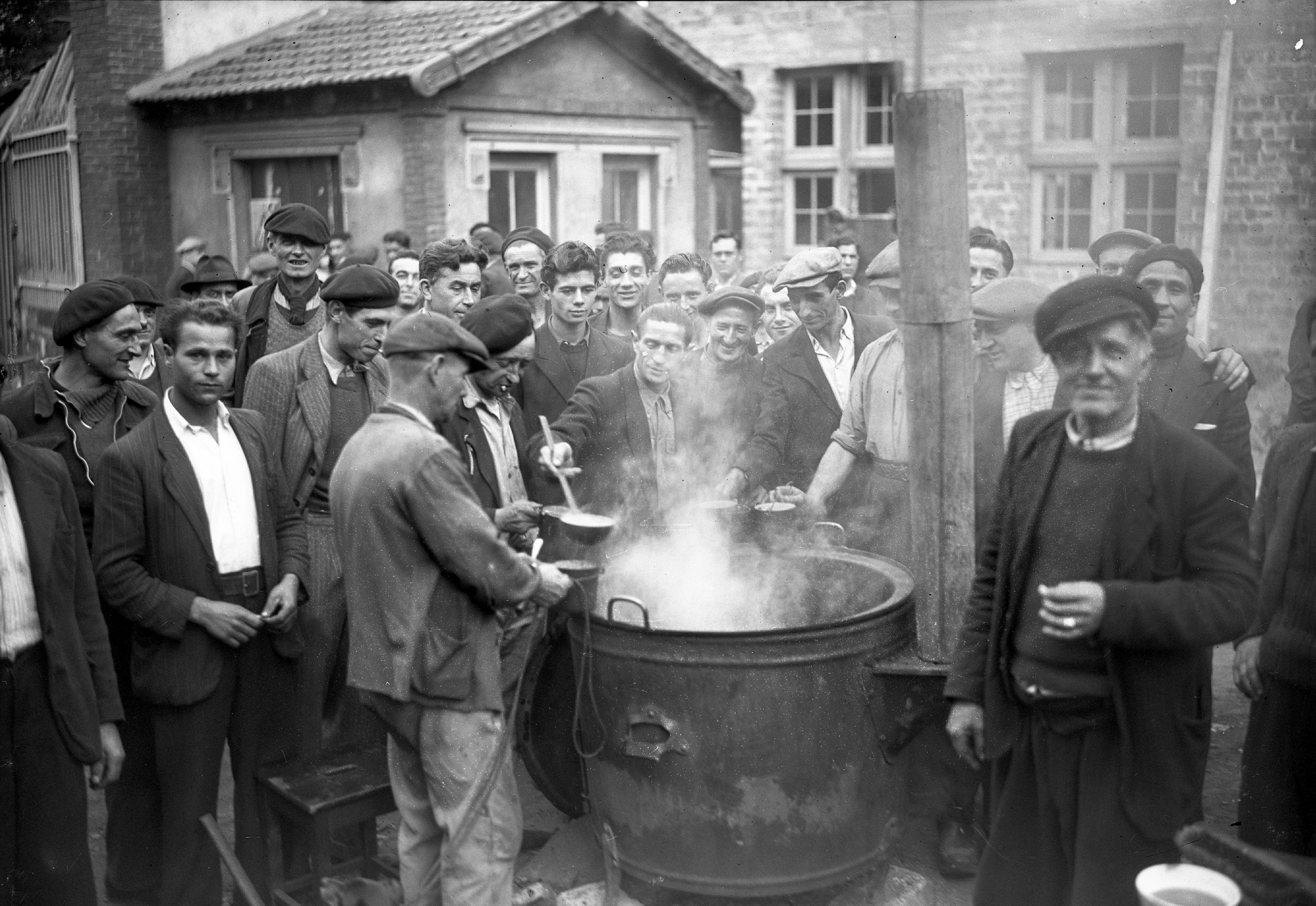
Soupe des grévistes le 14 octobre 1948.

Les gueules noires, comme sont surnommés les mineurs, jouissent d'une image extrêmement positive dans la classe ouvrière et la société en général. Leur travail, extrêmement pénible (de 1945 à 1947, il meurt chaque année plus de 200 mineurs au fond, écrasés par des chutes de blocs), leur vaut déjà en temps normal la considération, en sus du rôle considérable qu'ils jouent dans l'économie ; mais leur participation aux grèves de 1941 en pleine occupation, la réponse à l'appel de Waziers (21 juillet 1945) qui conduit à la victoire dans la bataille du charbon les ont rendus très populaires,, au point qu'ils symbolisent l'adhésion de la classe ouvrière à la Résistance face au patronat collaborateur. Le parti communiste les a également élevés sur un piédestal, faisant des mineurs le symbole de la classe ouvrière.
Les journaux des deux bords sont extrêmement violents dans leur couverture du conflit. Depuis 1947, la presse est binaire dans sa relation des grèves. La presse du parti communiste ou proche de lui est systématiquement favorable, le reste de la presse, souvent ouvertement anticommuniste, est défavorable à la grève. On constate aussi deux lignes opposées en ce qui concerne la répression, toujours comprise, même si elle n'est jamais nommée, chez les anticommunistes ou antigrévistes, et dénoncée comme un instrument de lutte des classes chez les communistes ; ce qui se retrouve pour les actions de solidarité, qui ne sont presque jamais évoquées dans les journaux opposés à la grève.

La presse de droite et socialiste, la plus nombreuse, mène une campagne anticommuniste et anticégétiste, accusant les grévistes d'être les jouets du Kominform. Jules Moch dramatise au maximum la situation : intervention dans l'émission de radio Les Français parlent aux Français, accusation de fabrication de fausse monnaie à propos des bons alimentaires imprimés par la CGT. L'arrêt des mesures de sécurité des puits déchaîne la violence verbale dans les quotidiens de droite. Les manifestations, notamment celle de Béthune le 21 octobre, sont décrites comme des insurrections ce qui constitue un point d'appui pour Jules Moch dans ses opérations de dégagement des puits. Le 12 novembre, Le Monde accuse la CGT de ne pas reverser aux grévistes l'argent envoyé par les mineurs écossais, simplement retardé par l'attente d'une autorisation de transfert de fonds du gouvernement britannique. Le journal Le Populaire, qui reçoit des subsides du gouvernement américain, assimile la fraction majoritaire de la CGT après la scission d'avec FO à un pantin manipulé depuis Moscou en utilisant des termes liés au Kominform : CGTK, cégétékistes, et qualifie fréquemment les actes contre les syndicalistes de FO de staliniens. Les journaux Le Monde et Le Figaro n'utilisent pas ces termes très idéologiques, mais dénoncent la violence ouvrière avec des termes comme « terreur » ou « saboteurs ».

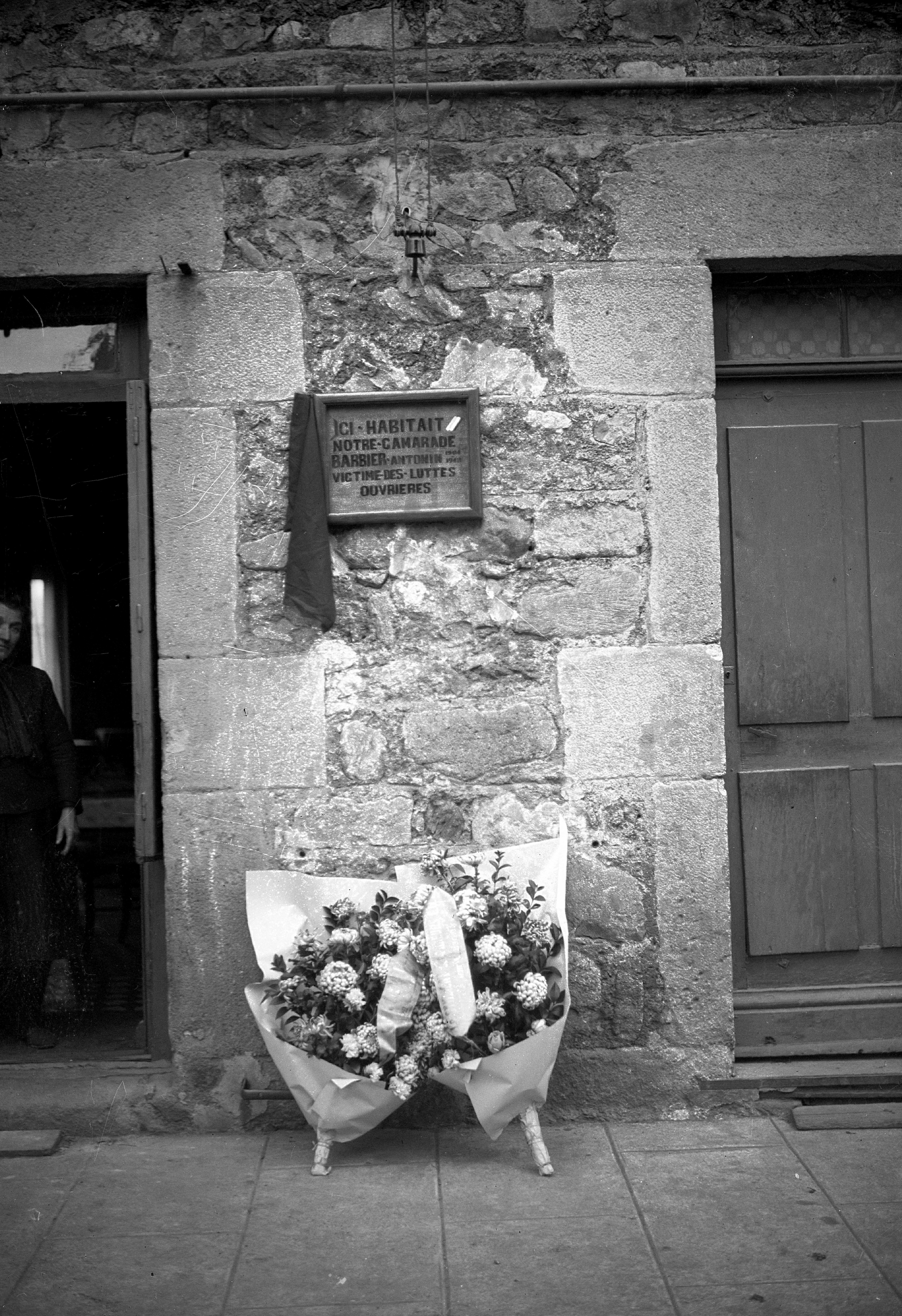
Les mineurs de Firminy posent une plaque commémorative sur la maison d'Antoine Barbier le 16 novembre 1948.

Si, du côté de la CGT, le soutien n'est pas inconditionnel (pas d'appel à la grève générale, pas de glorification des actions des mineurs dans la presse du syndicat), le secrétaire général du PCF Maurice Thorez affirme que « les ouvriers en grève ne peuvent renoncer à la violence collective sans se condamner eux-mêmes à l’impuissance et à la défaite ». L'Humanité soutient le mouvement, en utilisant les poncifs du XIXe siècle pour décrire la grève, comme le 22 octobre : « Deux jeunes femmes portant un drapeau rouge et un drapeau tricolore chantent la Marseillaise devant les mitrailleuses ». Les journaux communistes comparent abondamment la répression aux actes de l'occupant nazi. Ils reprennent aussi le thème anti-impérialiste pour fustiger la soumission du gouvernement aux intérêts américains et au plan Marshall en utilisant des termes fondés sur le mot marshall : « les marshalliens » ou la « marshallisation de la France ». L'Humanité publie aussi chaque jour les listes de dons de solidarité, souvent faibles individuellement mais qui représentent un total quotidien de 568 000 francs en octobre, et 680 000 en novembre. La publication des noms, métiers et lieux géographiques d'origine des noms renforce l'idée de soutien large et populaire à la grève. Les dons se poursuivent en décembre (153 000 francs quotidiens) et janvier (38 000).
À l'occasion de la mort d'Anthonin Barbier et de Marcel Goïo à Firminy, le gouvernement annonce que les mineurs ont ouvert le feu sur les policiers, et que ceux-ci ont répliqué. Parmi les journalistes présents, 24 signent une déclaration affirmant que les manifestants n'ont pas tiré et que la police a ouvert le feu sans sommations. Enfin, le gouvernement dispose de ses propres médias, dont la radio, qu'il utilise abondamment, y compris pour mentir sur le pourrissement de la grève. À partir du 22 octobre, les actualités cinématographiques sont censurées pour éviter que soient diffusées des images où les forces de l'ordre sont en difficulté, les directeurs des Actualités coopérant à partir du 5 novembre. Enfin, Jules Moch fait saisir le négatif du film-reportage de Louis Daquin, ainsi que les journaux L'Humanité et Ce soir du 12 novembre, et François Crémieux, rédacteur en chef du Journal parlé, communiste, est licencié.

## Bilan

### Morts
| Portrait            | Prénom, Nom         | Âge    | Groupement  | Commentaires |
| ------------------- | ------------------- | ------ | ----------- | --- |
| Jean Barthel Jamsek | Jean Barthel Jamsek | 43 ans | Non affilié | Mineur de Reumaux d'origine slovène tué le 8 octobre 1948 rue des Houillères à Freyming-Merlebach. Il ne participait pas à la manifestation. Alors qu'il venait de faire des achats, Jean Jamsek est pris au milieu d'une charge et frappé au sol à coups de crosse. |
| Antonin Barbier.png | Antonin Barbier     | 45 ans | Non affilié | Mineur et sympathisant de la CGT tué le 22 octobre 1948 à Firminy. |
|                     | Marcel Goïo         | 27 ans | CGT         | Mineur blessé le 21 octobre 1948 et décédé de ses blessures le 19 décembre 1951. |
|                     | Max Chaptal         | 26 ans | Non affilié | Maçon, père de deux enfants, tué par une rafale de mitraillette pour avoir voulu franchir un pont défendu par les forces de l'ordre le 26 octobre à Alès,. |
|                     | Bécard              | ?      | CGT         | Emprisonné malade à Douai et mort pendant son internement le 26 octobre 1948,. |
|                     | Boucly              | ?      | CGT         | Emprisonné malade à Douai et mort pendant son internement le 26 octobre 1948,. |
|                     |                     |        |             | |

### Bilan de la grève

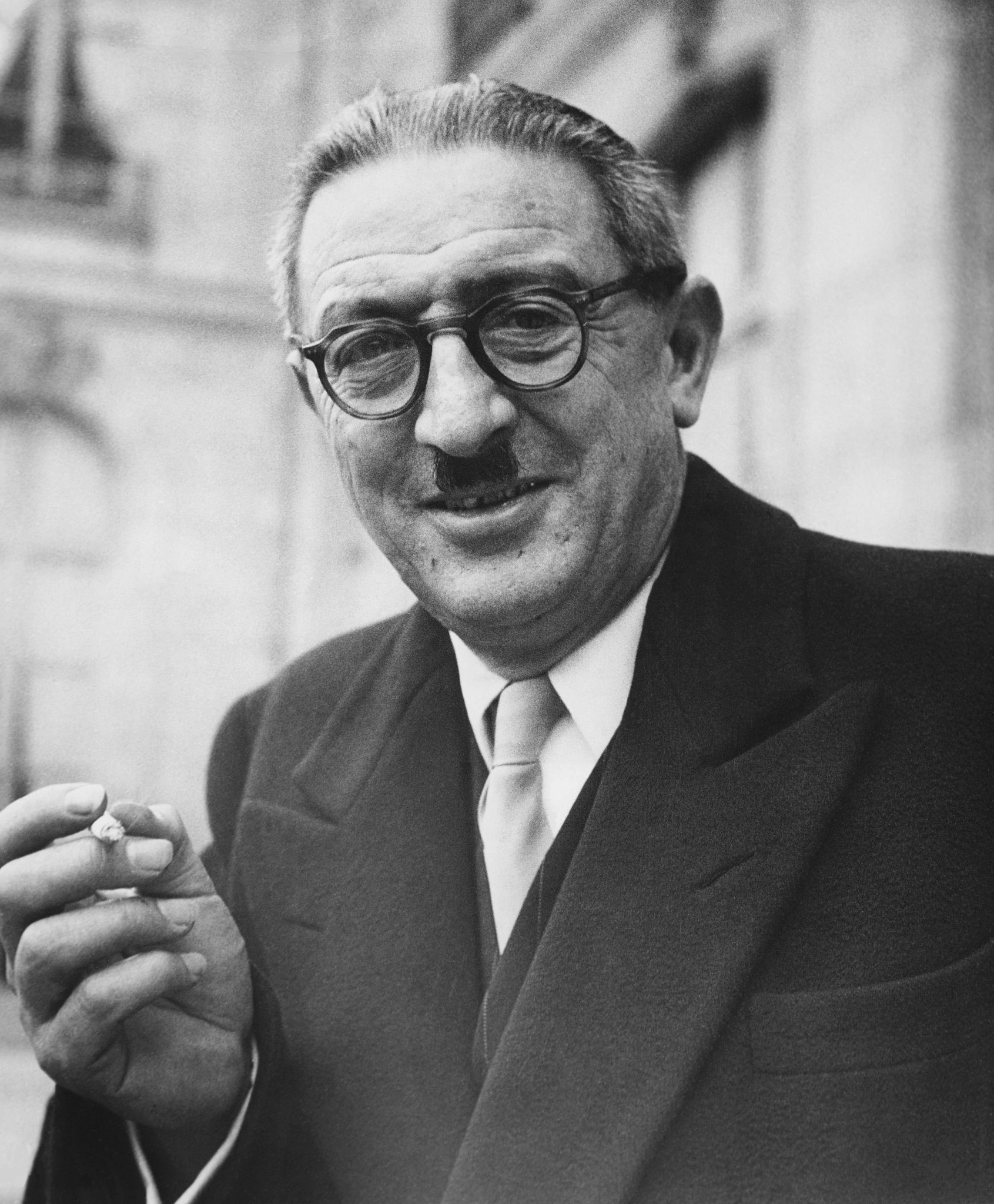
Jules Moch, ministre SFIO de l'Intérieur.

Pour Jules Moch, le bilan est mitigé : certes, il a réussi à ne rien céder sur les revendications objet du conflit ; mais il considère la CGT comme un danger communiste, au début de la Guerre froide. Il aurait voulu briser la CGT ou la FNSS mais n'y a pas réussi. Il apparaît aujourd'hui que la qualification des grèves comme insurrectionnelles n'était pas justifiée, et qu'elle a surtout servi à faire croire à un complot du Kominform, lui aussi imaginaire. En effet, d'abord la situation était moins favorable à un coup de force en 1948, avec seulement les mineurs en grève, qu'en pleine grève générale en 1947 ; ensuite, même quand les grévistes ont réussi à obtenir des avantages ponctuels, faisant prisonnier des policiers, ils les ont libérés et ont rendu les armes ; enfin, aucune proclamation de constitution d'un pouvoir autonome n'est faite. La mauvaise qualité systématique du renseignement policier vis-à-vis du Parti communiste en est au moins partiellement la cause.
La grève est un grave échec pour la FNSS : les décrets Lacoste ne sont pas retirés, 6 mineurs sont morts et plus de 3 000 se retrouvent sans emploi, à la rue. Fin novembre, le gouvernement accorde 25 % de hausse des retraites et des pensions des veuves, ce qui correspond à une des revendications de la CGT et rattrape plus ou moins l'inflation des mois précédents. La direction profite de la victoire pour diminuer encore le paiement à la tâche, faire des économies conduisant à des procédés d'exploitation dangereux et édicter diverses réglementations moins avantageuses pour les mineurs. De plus, les Houillères profitent de la victoire pour changer le mode de désignation des délégués mineurs, afin de favoriser les petits syndicats, FO et CFTC et donc d'affaiblir la CGT. Celle-ci conserve environ les 3/4 des délégués mineurs représentant les mineurs de fond du Nord et du Pas-de-Calais, mais n'a plus qu'une majorité chez les ouvriers du jour, avant de remonter aux deux tiers des délégués dans les années 1960.
Si le PCF assume toujours la violence des mineurs et des manifestations, il apparaît comme démuni d'une stratégie réelle, loin des accusations d'organisateur d'une insurrection subversive venues de Jules Moch. Ainsi, s'il appelle à une journée de solidarité le 23 octobre, il n'organise aucune manifestation nationale qui aurait pu être fédératrice. Les manifestations organisées par le PCF le sont trop tardivement pour jouer un rôle utile dans le soutien aux mineurs. De même, il ne se sert pas des victimes de la police pour mobiliser autour des mineurs.
Enfin, pour les Houillères, la perte de production est de 6 millions de tonnes sur deux mois, soit plus de 10 % de la production annuelle, sans compter des puits qui restent inondés plusieurs mois. La forte répression qui suit le conflit entraîne à la fois une grande désillusion chez les mineurs, renforcée par les espoirs suscités par la nationalisation des puits en 1946, et une sclérose de la hiérarchie. Selon Marion Fontaine et Xavier Vigna, cette sclérose peut être un des « facteurs contribuant au déclin de l'industrie charbonnière en France ».

### Suites de la grève
L'année 1949 est marquée par une accalmie sur le front social mais le climat se dégrade à nouveau en 1950 au cours du premier semestre qui voit la conflictualité se déplacer vers une autre profession très syndiquée et en première ligne dans la Guerre froide : c'est la Grève des dockers de 1949-1950 en France.

### Répression
La répression est d'une ampleur exceptionnelle et s'organise sur différents plans, policière, pénale, civile, professionnelle et culturelle.

#### Répression pénale
1 342 mineurs sont condamnés à des peines de prison ferme, ce qui provoque une campagne pour la libération des prisonniers menée par le parti communiste. Un tableau récapitulatif du secours populaire français (SPF) totalise au 22 janvier 1949 près de 1 000 condamnations, pour un total de 100 ans de prison ferme et près de 9 millions de francs d'amendes. Finalement, Achille Blondeau totalise 2 783 condamnations, dont 1 073 à de la prison ferme.
La répression judiciaire commence pendant la grève, avec plus de 1 000 arrestations au 12 novembre,, arrestations qui se poursuivent plusieurs semaines après le conflit. Les motifs de poursuite sont violences contre les forces de l’ordre, atteinte à la liberté du travail (75 % des inculpations), infraction à la loi sur les attroupements (réunions interdites), port d’armes, sabotage, destruction de monuments ou d’objets d’utilité publique,, refus de réquisition, outrage, rébellion, vol, provocation à crimes et délits. Les magistrats qui les jugent ont, le plus souvent, prêté serment au maréchal Pétain sous le régime de Vichy, et certains mineurs ont pu comparaître devant des juges ou des procureurs qui les ont déjà condamnés en tant que Résistants. Les instructions du garde des Sceaux André Marie envoyées aux procureurs demandent la plus grande sévérité, et le procureur de Béthune qui est jugé trop laxiste fait l'objet de poursuites disciplinaires (22 octobre). Ces instructions sont rappelées au cas par cas par le ministre, quand il juge une décision trop peu sévère.
L'application du droit existant est bien sûr soumis à interprétations, avec divergence sur l'application du droit constitutionnel de grève, et sa contradiction avec le droit au travail. De même, les poursuites pour refus de réquisition sont fondées sur des dispositions de la loi du 11 juillet 1938 sur l’organisation de la nation pour le temps de guerre prorogées jusqu'à 1948 : même si certaines dispositions sont applicables en temps de paix, l'utilisation de cette loi de guerre confirme l'entrée en guerre froide de la France. Les condamnations sur ce chef d'inculpation sont très variable d'un bassin houiller à l'autre : dans le Tarn, le tribunal d'Albi condamne à des amendes de 12  à   15 000 francs (soit environ un mois de salaire pour un mineur), alors que le tribunal de Villefranche-de-Rouergue, dans l'Aveyron voisin, relaxe tous les inculpés pour une question de forme (le refus des maires et adjoints de signer les ordres de réquisition n'était pas mentionné sur les ordres de réquisition).
Il y a peu de relaxes, et les peines de prison sont lourdes, parfois plusieurs années de prison, condamnations souvent alourdies en appel. Dans le département de Saône-et-Loire, les appels interjetés par le ministère public ont fait quadrupler le montant des amendes infligées, et tripler la durée de détention des mineurs condamnés. Aucun condamné en 1re instance ne voit sa peine allégée. Dans la Loire, la situation est similaire : 86 % des peines sont alourdies, seules 1,6 % sont allégées. L'appel aboutit à multiplier par quatre les amendes et à augmenter des deux tiers les peines de prison.
Les tribunaux jugent différemment les actions collectives des actions individuelles, qu'ils peuvent à l'occasion punir plus sévèrement que des actes plus graves commis individuellement : exemple du vol collectif de vêtements d'ouvriers non-grévistes puni aussi sévèrement qu'une blessure au couteau, commise individuellement. Autre différence : dans le cas de trois mineurs jugés en assises, donc par des citoyens, les mineurs sont relaxés alors qu'ils sont jugés pour avoir détérioré un autobus des Houillères.
La solidarité fait aussi l'objet de poursuites : l'argent collecté nationalement et internationalement est distribué, dans le Pas-de-Calais, via les bons Lecœur, signés par Auguste Lecœur. Ces bons permettent d'acheter des denrées chez les commerçants solidaires, qui se font ensuite rembourser par la CGT. Ces bons sont assimilés par le gouvernement à de la fausse monnaie, et des poursuites sont engagées contre Auguste Lecœur fin novembre. Les bons sont aussi saisis par la police, et en un cas en même temps que les fonds des syndicats : 750 000 FF et un million en bons au siège du syndicat des mineurs de Denain. Les fonds sont restitués début janvier, après dépôt de plainte du syndicat.
Face à la répression, c'est le secours populaire français qui se charge de soutenir les mineurs face à la Justice. La solidarité s'exprime là-aussi, des colis et des sommes d'argent sont envoyées aux mineurs emprisonnés, et les mineurs restent combatifs en prison, comme en témoigne la grève de la faim de 24 h des 147 mineurs des prisons de Nîmes et d'Avignon. Une grève de la faim des mineurs emprisonnés à Saint-Étienne leur permet d'obtenir un statut de prisonnier politique et des aménagements de leurs conditions de détention. D'autres ont lieu aux prison d'Issoire, d'Arras ; celle de Clermont-Ferrand dure quinze jours.

#### Répression via la Caisse d'allocations familiales
En 1948, les allocations familiales représentent une part très importante des revenus des travailleurs ayant des enfants, parfois égale ou supérieure au salaire du mineur. Le 11 novembre, alors que la grève dure depuis plus d'un mois, le gouvernement décide de ne pas verser d'allocations familiales aux personnes ayant travaillé moins de 18 jours dans le mois. Le ministre du Travail et de la Sécurité sociale, Daniel Mayer, est explicite : il s'agit d'obliger les mineurs en grève à reprendre le travail. Le ministre de l'Industrie, Robert Lacoste indique le 16 novembre que les mineurs étant retournés à la mine jusqu'au 15 percevront leurs allocations du mois de novembre.
Devant les quelques oppositions, dont le conseil d'administration de l'Union nationale des caisses d'allocations familiales, et le travail ayant repris, ce qui rend la mesure inutile, les autorités annulent cette décision courant décembre. Mais en réalité, la condition des 18 jours reste ; les mineurs ayant fait grève jusqu'au mot d'ordre de reprise, et les mineurs emprisonnés, n'ont pas effectué ces 18 jours de travail, et les allocations ne leur sont pas versées.

#### Répression civique et politique
Des maires et conseillers municipaux, principalement communistes, sont suspendus, dont les maires de La Bouilladisse, Cadolive (Bouches-du-Rhône) car emprisonnés. Le maire de Firminy est suspendu en raison des événements qui se sont produits dans sa commune, puis révoqué, avant d'être réélu triomphalement, de même que le maire de Nanterre. De même, Lucien Duffuler, secrétaire du syndicat des dockers de Dunkerque et Edouard Gaillard, délégué ouvrier aux mines d’Aniche, conseillers généraux du Nord et anciens résistants, sont révoqués après avoir été condamnés. Des mineurs sont aussi radiés des listes électorales après leur condamnation.

#### Répression des étrangers
Les mineurs grévistes étrangers sont expulsés, et leur participation à la grève pousse à envisager de modifier la législation afin de permettre la déchéance de nationalité de ceux qui auraient été naturalisés, et les députés Maurice Deixonne (élu du Tarn) et Fernand Mazuez (Saône-et-Loire) déposent un projet de loi dès le 10 décembre 1948 pour interdire aux étrangers de voter lors des élections professionnelles.

#### Répression professionnelle
Les directions des Charbonnages de France licencient 3 000 mineurs, dont 117 délégués syndicaux. Les délégués sont démis de leurs fonctions à la demande de la direction ; enfin, les agents de maîtrise et les employés administratifs sont moins sévèrement visés, mais sont souvent mutés ou rétrogradés. Des mineurs, gradés à la fin de la guerre pour faits de Résistance, sont dégradés. Certains sont interdits de concours de la fonction publique. Cette interdiction de fait et de droit de certains emplois est cependant compensée par des préfets qui demandent aux entreprises de travaux publics d'embaucher ces anciens mineurs, afin d'éviter des incidents.
Les mineurs licenciés sont ostracisés par les employeurs locaux, ce qui les oblige à déménager et à quitter la région[réf. nécessaire].
Dans un second temps, les excès des directions des Houillères dans le profit qu'elles tirent de leur victoire renforce la CGT, qui remporte une victoire aux élections professionnelles d'avril 1949. En mai 1949, le conseil général du Pas-de-Calais émet un vœu à l'unanimité (droite et socialistes anti-communistes compris) de grâce amnistiante pour les mineurs condamnés ou licenciés pour faits de grève.

#### Répression culturelle
Le 6 décembre, le gouvernement prend un arrêté soumettant à censure préalable tous les films non-commerciaux. Si cet arrêté vise spécifiquement le film La grande lutte des mineurs, il permet ensuite d'interdire de diffusion la plupart des films de la CGT et du PCF.

## Dans les mémoires

### Film
La CGT a commandé un film militant, réalisé collectivement, sur la grève qui fut souvent saisi lorsqu'une projection était programmée. Il finit par être censuré. Louis Daquin accepte d'en prendre la paternité pour éviter la censure, sans succès.

### Funérailles
Les enterrements des mineurs et manifestants morts sous les coups et les balles de la police et de l'armée sont une occasion d'entretenir une mémoire immédiate et à plus long terme et de manifester son soutien. Les funérailles d'Anthonin Barbier à Firminy, le 30 octobre, rassemblent 30 000 personnes, et 15 000 personnes assistent à celles de Max Chaptal tué à Alès. Le mineur Marcel Goïo touché par balles le 22 octobre au puits Cambefort de Firminy, meurt de ses blessures le 19 novembre 1951. Ses funérailles ont lieu le 22 décembre,,.

### Slogan CRS-SS
C'est pendant cette grève que le slogan « CRS = SS » est né, pour dénoncer la dureté de la répression que les mineurs comparaient à celle qu'ils avaient subie lors de la grève de mai-juin 1941,,,.
Roger Pannequin, arrêté et torturé par la police française pendant la guerre, assimile totalement la police de Vichy et la police nationale d'après-guerre.
Mais les grévistes ne se sont pas battus seulement contre les forces de l'ordre : des bagarres ont éclaté avec les adhérents du nouveau syndicat FO.
Une caricature de Jules Moch en première page de Clarté, le 14 novembre 1948 le présente comme « le chef des assassins S.S. ». Les 28 et 14 novembre 1948 dans ce journal, des textes anonymes comparent la grève à la situation sous l'occupation: « dans Bruay occupé ce n’est plus qu’arrestations et interdictions [et] aujourd’hui comme pendant les années terribles d’occupation les mêmes méthodes de brutalité sont employées contre nos camarades » . L'hebdomadaire Clarté, appartenant au PCF se vendait plutôt mal et fut fermé au début de l’année 1950.

### À la CGT
Dans les mémoires de la CGT, cette grève perdue laisse des mauvais souvenirs et n'est pas célébrée. Elle est soit tue, soit la CGT se justifie des revendications des mineurs en écartant la tentative de coup de force, rejetant la responsabilité des violences sur Auguste Lecœur. De manière plus pratique, de nombreux enseignements de cette grève, perdue par la CGT, ont été tirés dans la préparation de la grève de 1963 (voir cet article) qui est érigée en inverse positif de celle de 1948. À l'opposé, après 1968, les mouvements maoïstes convoquent le souvenir de cette grève pour réactiver la combativité ouvrière.
Dans les mémoires des mineurs, ce qui ressort est le traumatisme causé par l'arrivée de l'armée, chars y compris, dans les corons, les soldats réquisitionnant les mineurs ou accompagnant les non-grévistes, et le caractère dur de la grève. La déception est importante également : à la fois à l'égard des promesses non-tenues par l'État, par rapport à l'effort fourni pendant la bataille du charbon, non récompensé ; et le début de difficultés liées aux divisions syndicales.

## Réhabilitation des grévistes
En 1981, une loi d'amnistie permet aux mineurs grévistes de retrouver « des droits qui leur avaient été ôtés : droit à l’allocation-chômage, droit à la retraite, sans couvrir l'intégralité de leur préjudice. En 1982, un collectif de mineurs se forme pour obtenir réparation.
En mars 2011, la cour d'appel de Versailles donne raison aux mineurs et reconnait le caractère discriminatoire et abusif du licenciement de 17 mineurs et employés de la société publique Charbonnages de France. Elle accorde à chacun 30 000 euros d’indemnités pour licenciement nul. Mais Christine Lagarde, alors ministre de l'Économie et des finances, saisit la cour de cassation qui, en octobre 2012, casse l’arrêt, estimant que les faits sont prescrits. Pourtant, en 2013, Pierre Moscovici, ministre de l’Économie, octroie finalement les 30 000 euros d’indemnités pour les 17 familles et 5 000 € aux enfants survivants.
En octobre 2014, à l'issue de la projection du documentaire L'honneur des gueules noires, Christiane Taubira, garde des Sceaux, précise les modalités d'un amendement reconnaissant le caractère discriminatoire et abusif du licenciement pour faits de grève subi par ces mineurs au projet de loi de finances pour 2015. Ce texte figure à l'article 100 de la loi de finances pour 2015. Le 28 septembre 2016, le président de la République François Hollande réintègre dans leurs grades militaires quatre mineurs grévistes de 1948 lors d’une cérémonie au palais de l'Élysée, conformément à la loi de finances 2015.

## Arts et littérature
La période des grèves de 1947 en France, immédiatement suivies de la grève des mineurs de 1948 et de la longue grève des dockers de 1949-1950 en France visant la Guerre d'Indochine est marquée par des campagnes de soutien financier aux grévistes et à leurs familles, à travers tout le pays, mais aussi la profusion d'oeuvres d'art teintées d'ouvriérisme, en reprenant l'esprit du populisme littéraire, qui se sont inspirées de ces mouvements sociaux, exposées dans les grandes manifestations artistiques à Paris. Parmi leurs auteurs, des artistes qui avaient été engagés, au sein de la Résistance, dans le Front national des musiciens et le Front national des arts, fondé par André Fougeron, dont le premier métier était ouvrier d'usine avant de devenir professionnel de la peinture, et par ailleurs engagé au Parti communiste français. Sa toile Les Parisiennes au marché (musée d'art moderne de Saint-Étienne), choque une partie de la critique de presse, qui y voit « les accents d'un scandale » car elle évoque un « sujet social en cette période marquée par la vie chère », lorsqu'elle est présentée au Salon d'automne le 24 septembre 1948 mais c'est aussi le cas, selon la critique d'art Sarah Wilson, de la grande fresque de mineurs en grève Les Délégués, d'un autre peintre célèbre militant au PCF, Boris Taslitzky, ou des Pêcheurs à Ostende, d'Édouard Pignon.

### Peinture
La grève de 1948 et les mineurs en particulier ont été évoqués juste après par deux peintres communistes, André Fougeron et Édouard Pignon, qui s'étaient fréquentés dès les années 1930 au sein du groupe Les Indélicats et sa revue anarchiste sous forme de livrets tirés à une centaine d’exemplaires composés de dix linogravures offrant un regard politique et critique sur la société: 14 juillet, chômage, élites, sportifs, colonisation ou bien encore la guerre, à laquelle contribuaient aussi Estève, Louis Féron, Marcel Debarbieux et Gabriel Robin:
- En 1949, Auguste Lecœur et la fédération CGT des mineurs du Nord et du Pas-de-Calais, invitent Aragon à écrire des poèmes sur « le Pays des mines ». « Les mineurs attendent maintenant l’Aragon de la peinture », écrit-il, et en janvier 1950, il offre au peintre André Fougeron une résidence à Lens, où il aménage la Maison du Peuple[128], et près d’un an de salaire pour créer une série[129] pour préparer une exposition de 40 toiles appelée « Le Pays des Mines », présentée dans une quinzaine de villes en 1951. Édouard Pignon, son ami depuis les années 1930 au sein du groupe "Les indélicats", l'avait amené à la peinture [130].
- Lors des séjours chez sa mère à Marles les mines, Édouard Pignon, qui a grandi dans une famille de mineurs, affectée par un coup de grisou en 1912, peint "Les Mineurs" (1948-1952). Il vit depuis 1947 avec la journaliste Hélène Parmelin, qui dirige depuis 1944 le service "Culture" de L'Humanité et il a adhéré au comité de soutien des mineurs en 1949, après la Grève des mineurs de 1948[131].

## Filmographie
- La Grande Lutte des mineurs, un film de Louis Daquin diffusé dès la fin de l'année 1948 par les réseaux militants après avoir été censuré. Le film a été réalisé à la demande de la Fédération nationale des travailleurs du sous-sol CGT. La grande lutte des mineurs, en visionnage libre sur le site de Ciné-Archives.

## Archives
Les Archives municipales de Saint-Étienne conservent des photographies numérisées sous les cotes 5 Fi 378 à 5 Fi 462 des grèves de 1948.